# Société des missions évangéliques de Paris
La Société des missions évangéliques de Paris, dite aussi SMEP ou Mission de Paris, était une association protestante missionnaire créée en 1822. Comme les autres sociétés chrétiennes nées à cette époque, elle était en marge de l'Église réformée nationale, et regroupa des protestants du Réveil, puis de toutes les tendances du protestantisme français voire suisse.

## Fondation et organisation

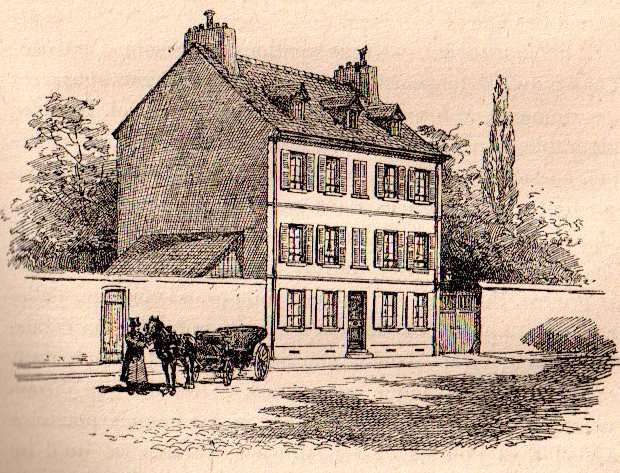
Maison des missions, 21 rue Franklin (1856-1873).

Créée en 1822 sous le nom de « Société des missions évangéliques de Paris chez les peuples non chrétiens », la Société des missions évangéliques de Paris n'avait alors aucune existence légale. Elle préparait néanmoins des missionnaires pour les envoyer dans différents pays afin de « propager la foi ».
La Société des missions évangéliques de Paris est dès l'origine très internationale. Son premier comité compte quatorze Français dont deux d’origine néerlandaise et un d’origine danoise, et six étrangers dont trois Suisses, deux Britanniques et une Américaine. Quatorze sont de confession réformée, deux congrégationalistes et quatre luthériens. Entre 1822 et 1914, 40 % des missionnaires envoyés sur le terrain ne sont pas originaires de France ; 22 % sont suisses. En 1900, 35 % des dons reçus par la Société de missions de Paris proviennent de Suisse.
La première implantation fut en Afrique australe du fait que, sous la Restauration, les colonies françaises étaient verrouillées par les autorités françaises en faveur de l’Église catholique, et que la London Missionary Society était d’accord pour favoriser l’accès des missionnaires protestants français en Afrique australe. La Société des Missions fit appel au sentiment de solidarité des protestants français avec les descendants des huguenots exilés et installés en Afrique du Sud afin d’obtenir l’adhésion de l’opinion publique protestante française.
La Société des missions ne pouvant pas posséder de biens matériels, la Société civile immobilière des missions évangéliques de Paris est constituée pour acquérir des immeubles à Paris, au boulevard Arago, et en Afrique, à Saint-Louis au Sénégal, et à Papeete à Tahiti.
Pour se conformer à la loi de séparation des Églises et de l'État de 1905, la SMEP se constitue en association cultuelle.

## Champs d'action
La SMEP ouvrit de nombreux champs de mission, notamment en Afrique (Lesotho, Zambie, Gabon, Cameroun,Togo,  Congo Brazzaville, Casamance (Sénégal), Kabylie), dans l’Océan Indien (Madagascar) et en Océanie (Nouvelle-Calédonie, Polynésie française). Ses missionnaires « dressèrent » des Églises, choisirent des « Anciens indigènes ». Sous le Second Empire, une mission fut brièvement menée en Chine.
En 1890, la mission au Lesotho comporte 128 stations d'évangélisation, 81 pasteurs missionnaires, 57 instituteurs européens et 103 instituteurs autochtones. Elle entretient 129 écoles primaires, une école normale d’instituteurs, une école supérieure de jeunes filles, une école industrielle, une école biblique, une école théologique et elle édite un mensuel, La petite lumière du Lessouto. Elle rayonne sur une communauté d'environ 50 000 personnes.

## Attitude vis-à-vis de l'esclavage
La Société des missions évangéliques est particulièrement sensible aux problèmes de l’esclavage (qui ne sera aboli en France qu'en 1848).
Très rapidement, une œuvre spécifique indépendante de la Société des missions, l’œuvre pour les esclaves fugitifs de Saint-Louis au Sénégal, est fondée, afin de « secourir et évangéliser les esclaves qui, maltraités à l’intérieur, se réfugient au Sénégal pour échapper au traitement barbare de leurs possesseurs ; choisir parmi ces fugitifs les jeunes gens les mieux disposés et les plus intelligents pour les élever en France et en faire des artisans habiles, des instituteurs et, si Dieu les appelle, des missionnaires, afin qu’un jour le Sénégal, cette terre si inhospitalière pour les Européens puisse être évangélisée par ses propres enfants » (selon les termes du Dictionnaire des œuvres protestantes paru en 1889).

## Publications
Pendant toute sa durée d'activité, la SMEP a eu une importante activité de publication. Dès 1823, elle publie un bulletin qui devient, en 1826, le Journal des missions évangéliques. Des extraits de la correspondance des missionnaires, soigneusement choisis, y sont publiés. La SMEP vivant des dons, il est donc primordial pour elle de faire connaitre ses activités. C'est pour cette raison qu'en plus du Journal des missions évangéliques, elle édite également d'autres revues autour de ses activités comme un journal pour le jeune public, le Petit Messager des missions évangéliques, ou encore l’Ami des Missions.
La SMEP diffuse également des livres faisant état de réflexions théologiques autour de la question missionnaire ou proposant des récits liés aux activités de la Mission de Paris. La société propose notamment une collection intitulée Les récits missionnaires illustrés, dont le premier volume est publié en 1906.

## Après l'indépendance des anciennes colonies françaises
En 1964, les Églises nées des établissements missionnaires de la Société des missions évangéliques de Paris souhaitèrent la transformation des liens entre elles et les Églises de l'ancienne métropole, qui, de leur côté, souhaitaient l'intégration de la mission à l'Église.
Ceci fut réalisé en 1970, lorsque succédent à la Société des missions deux nouvelles organisations :
- la CÉVAA, Communauté évangélique d'action apostolique (devenue depuis Communauté d'Églises en Mission), fédération d'Églises-sœurs regroupant cinq Églises luthériennes et réformées de France, les Églises protestantes de Suisse romande et d'Italie, et les Églises issues de la Mission de Paris ;
- le DÉFAP, Département évangélique français d'action apostolique (devenu depuis Service protestant de mission), service missionnaire commun des cinq Églises françaises membres de la CÉVAA. Elle garde la Maison des missions du 102, boulevard Arago et poursuit l'édition mensuelle de Mission, le Journal des missions évangéliques, le « journal vert » de la SMEP[4].

## Directeurs de la SMEP
- Jean-Henri Grandpierre 1824-1856[5]
- Eugène Casalis 1859-1878
- Alfred Boegner 1882-1912
- Jean Bianquis 1912-1923[6]
- Élie Allégret et Daniel Couve, codirecteurs 1923-1933
- Daniel Couve 1933-1943[7]
- Charles Bonzon, 1951-1971 (dernier directeur)[8].